# Supermassive Black Hole
Supermassive Black Hole – pierwszy singel angielskiego zespołu rockowego Muse z ich czwartego albumu, Black Holes and Revelations. Został wydany 19 czerwca 2006 roku wraz z b-side’em „Crying Shame”, lecz w internecie był dostępny już 9 maja, dzień po swojej premierze radiowej. Utwór został zmiksowany w Townhouse Studios w Londynie i osiągnął najwyższą w karierze grupy, 4. pozycję na liście najpopularniejszych singli w Wielkiej Brytanii. W Stanach Zjednoczonych „Supermassive Black Hole” zostało wydane 23 kwietnia 2007 roku jako trzeci singel.

## Wpływy muzyczne
Piosenka prezentuje eksperymentowanie zespołu z innymi gatunkami muzycznymi, zresztą bardzo widoczne na całym albumie. „To utwór zupełnie inny niż te, jakie nagrywaliśmy do tej pory. Widoczne są tu wpływy zespołów belgijskich: Millionaire, dEUS, Evil Superstars, Soulwax... Te grupy jako pierwsze łączyły R&B z alternatywnym brzmieniem gitary. Dodaliśmy do tego trochę Prince’a i Kanye Westa. Odgłos perkusji nie jest rockowy, natomiast słychać riffy w stylu Rage Against The Machine. Wiele rzeczy połączyliśmy ze sobą, z odrobiną elektroniki. Jest różnorodnie, nawet całkiem funkowo.” – powiedział Matthew Bellamy dla francuskiego magazynu Rock Mag 3 marca 2006.
Lider Muse przyznał także, że przed wydaniem Black Holes and Revelations często odwiedzał dyskoteki w Nowym Jorku, co pomogło stworzyć m.in. właśnie „Supermassive Black Hole”.
Różnorodny styl utworu wywołał mieszane reakcje, a jego główna melodia jest przez niektórych porównywana do tej z singla grupy Cameo „Word up!” oraz utworu Britney Spears, „Do Somethin'”.

## B-side
B-side singla, „Crying Shame”, po raz pierwszy został zagrany 19 grudnia 2004 roku podczas koncertu w Earls Court Exhibition Centre. Jego tonacja zmieniała się w trakcie 2005 roku, a wersja studyjna nie posiada już riffu znanego z pierwszych występów na żywo. Ma również nieco inny tekst. Jest to pierwsza piosenka Muse, której nagranie studyjne zawiera wulgaryzm.
Przed wydaniem „Supermassive Black Hole” szeroko spekulowano, że to właśnie „Crying Shame” będzie pierwszym singlem z nowego albumu. Taką informację podał amerykański magazyn Rolling Stone, cytowany później przez wiele innych stron internetowych. Jednakże zespół szybko zaprzeczył tym doniesieniom, ogłaszając: „Crying Shame nie będzie pierwszym singlem.”

## Teledysk
Do singla nakręcono teledysk, którego twórcą jest Floria Sigismondi, autorka klipów takich zespołów jak Marilyn Manson, The White Stripes, Interpol, Incubus czy The Cure. Video przedstawia zespół ubrany w maski, grający w małym sklepie z meblami, a także tancerzy w strojach Zentai, którzy po ściągnięciu swoich kostiumów okazują się istotami z przestrzeni kosmicznej.

## Remiksy i covery
Remiks piosenki zatytułowany „Phones Control Voltage mix” został wydany jako b-side na winylu singla „Starlight”. Z kolei w grze FIFA 07 pojawiła się alternatywna wersja utworu, lekko różniąca się od oryginału pod względem wokalu i gitary.
Cover „Supermassive Black Hole” w wykonaniu angielskiego progresywnego zespołu metalowego Threshold znajduje się na specjalnym wydaniu ich albumu Dead Reckoning z 2007 roku.

## Lista utworów

### CD
1. „Supermassive Black Hole” – 3:32

### Winyl 7"
1. „Supermassive Black Hole” – 3:32
2. „Crying Shame” – 2:35

### DVD
1. „Supermassive Black Hole” (video) – 3:32
2. „Supermassive Black Hole” (audio) – 3:32
3. „Supermassive Black Hole” (making of video) – 12:04
4. „Gallery”